# Daniella van Hemelryck
Daniella van Hemelryck es una artista contemporánea peruana, reconocida por sus obras en Arte digital.

## Vida y carrera

### Primeros años y educación
Daniella van Hemelryck nació en Lima, Perú. Estudió Artes plásticas y Pintura en la Pontificia Universidad Católica del Perú en Lima entre 1984 a 1989. En 1990 se graduó en la Academia de Kodak de Lima en Fotografía Profesional, y en 1991 se trasladó a Santiago de Chile donde estudió y se graduó en Diseño de Vestuario en el Instituto Profesional de Ciencias y Artes de Santiago de Chile, hoy Incacea de la Universidad Autónoma de Chile.

### Carrera artística
En febrero de 2018, realizó su primera exhibición en el Salon des Artistes Français (Art Capital), en el Grand Palais de París, donde expuso nuevamente en 2020, formando esta vez parte del grupo «La vie en Instantané» de Comparaisons. De la misma manera, exhibió sus cuadros en el Salon d´Automne en el grupo de «Art Digital» en los Campos Eliseos de París en octubre de 2018 y en octubre de 2019. En septiembre de 2019 exhibió de la Swiss Art Expo en Zürich. Además, los cuadros de su serie Spectrum and Stars fueron desplegados en el Consulado de Perú en París en febrero de 2020. En agosto de 2021 será parte de una exposición virtual de artistas contemporáneos peruanos llamada Núcleo en Lima, Perú.

## Obras y proyectos
Sus obras son cuadros de gran tamaño que ha creado renderizando imágenes con un sofisticado software e imprimiéndolas en lienzos "archival" con una impresora controlada por computadora que utiliza tintas a base de pigmentos. 
Estas obras, según la serie, se basan en una técnica fotográfica especial creada por ella que utiliza únicamente la luz, en espectografías de estrellas de la Nasa o están pintadas digitalmente.

### Perception
Perception es la primera serie de van Hemelryck, conformada por 29 cuadros. Esta serie trata sobre la exploración de sensaciones y emociones profundamente almacenadas dentro de nuestra mente, subjetivas de interpretación y libres de realidad. La percepción se transforma en luz, oscuridad, movimiento y color. Expresa la interacción de la realidad dentro de la mente, traducida en una imagen filtrada a través de nuestra energía y memoria. Crea una versión única de la misma, con conexión directa a nuestro subconsciente. La percepción te guía hacia el interior de la mente y el espíritu, empujándote a explorar y sumergirte en tu interior. Red Ovo, obra que forma parte de esta serie, es considerada como una de las obras más icónicas de van Hemelryck. Este es el cuadro que fue expuesto en el Grand Palais en Art Capital en febrero del 2018, propulsándola al reconocimiento internacional.

### Underwater
Experimentando con una técnica más figurativa, pero sin perder su cualidad impresionista, van Hemelryck creó la serie Underwater, formada por solamente dos cuadros. Estos expresan la energía de los elementos del mundo en movimiento, evocando al mismo tiempo un momento suspendido en el tiempo, en el que la atención se centra únicamente en lo existente. Esta serie está pintada digitalmente. Su cuadro La Piscine fue expuesto en el Grand Palais en Art Capital en febrero de 2020.

### Lumière Éphémère
La serie Lumière Éphémère está realizada con destellos de luz introducidos intencionadamente en la cámara, apuntando el objetivo hacia el sol. Estos reflejos se convierten en los protagonistas de la obra, dejando de ser elementos secundarios. Los destellos de luz evocan la fragilidad y la rapidez de los momentos de la vida, a menudo con acontecimientos inesperados que ocurren en un instante.

### Spectrum & Stars
Las obras Spectrum and Stars de Van Hemelryck reflejan la simbiosis entre la ciencia y el arte, siendo estos polos objetivos y subjetivos del mismo gran esfuerzo humano, planteando la unión de ambas expresiones culturales. Esta serie se subdivide en Stars, Celestial Events, Pop Stars, Las Lunas y Spectrum.
Los cuadros están realizados con espectroscopias de las estrellas que representan, que revelan ante nuestros ojos las lejanas y misteriosas singularidades de los astros. Los cuerpos celestes dejan su huella única en el espectro de la luz, siendo este rastro captado por los espectrógrafos el único método conocido para ver las estrellas más lejanas. La superficie luminosa que delimita las estrellas emite la energía radiante que se envía al espacio, siendo este espectro leído, descifrado y plasmado en las series Spectrum y Stars para mostrar una visión a la vez científica y poética del Universo.